# Gymnammodytes capensis
Gymnammodytes capensis es una especie de peces de la familia Ammodytidae en el orden de los Perciformes.

## Morfología
Los machos pueden llegar alcanzar los 17 cm de longitud total.

## Distribución geográfica
Se encuentra desde Angola hasta Mozambique.